# Medžlis
Medžlis je viša lokalna organizacijska jedinica islamske zajednice koja u pravilu obuhvaća najmanje sedam džemata koji čine jednu cjelinu. Obično se granice jednog medžlisa poklapaju s upravnim granicama jedne općine. Odluku o formiranju novog medžlisa ili pripajanju postojećeg medžlisa drugom medžlisu donosi Sabor islamske zajednice na prijedlog rijaseta.
Na teritoriju Bosne i Hercegovine postoji sveukupno 88 medžlisa.